# SŽD-Baureihe ЛВ
Die SŽD-Baureihe ЛВ (deutsche Transkription LW) war eine Dampflokomotive der Sowjetischen Eisenbahnen (SŽD) in russischer Breitspur. Sie gilt als die letzte serienmäßig hergestellte Dampflokomotive der SŽD und war bevorzugt im Güterzugdienst landesweit auf nichtelektrifizierten Strecken eingesetzt. Ihren Namen erhielt sie nach dem Chefkonstrukteur der Lokomotivfabrik Kolomna, Lew Sergejewitsch Lebedjanski, verbunden mit dem Kürzel des Herstellerwerkes Woroschilowgrad. Vor dieser Bezeichnung trug sie die Benennung OP 18 (Oktoberrevolution, Achslast 18 t).

## Vorgeschichte

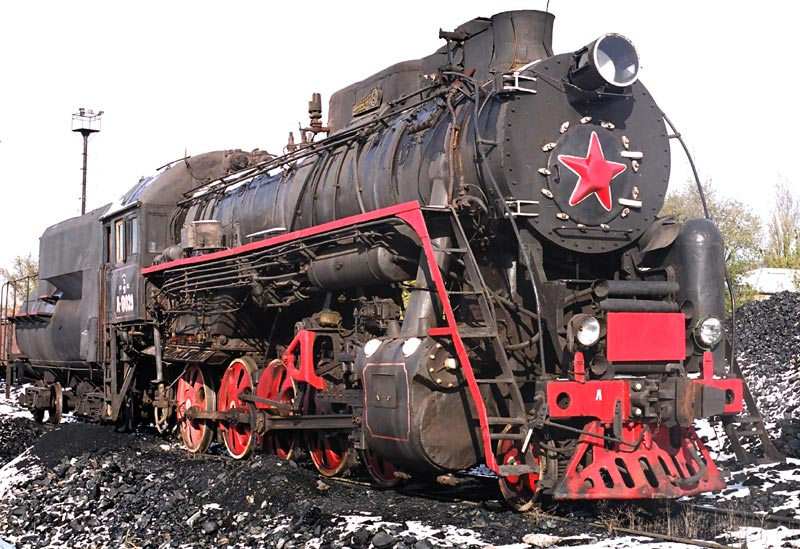
Dampflokomotive Л-0029

Nach dem Zweiten Weltkrieg wurde der Betrieb von Güterzügen auf weniger belastbaren Hauptstrecken hauptsächlich durch die Güterzuglokomotiven der Reihe Л abgewickelt. Diese Maschine zeigte gute dynamische Eigenschaften und eine gute Lastcharakteristik. Das Kollektiv der Konstrukteure erhielt für ihre Ausarbeitung den Stalinpreis.
Sie besaß auch einige Nachteile. Der wesentlichste war ihre Gewichtsverteilung. Auch durch ihre Achsfolge ergaben sich Nachteile; das Fehlen einer Schleppachse führte zu schlechten Laufeigenschaften bei der Fahrt mit dem Tender voraus. Deshalb entstand schon 1948 die Idee der Ausarbeitung einer Dampflok auf der Basis der Baureihe Л mit der Achsfolge 1’E1’.

## Projektierung und Bau

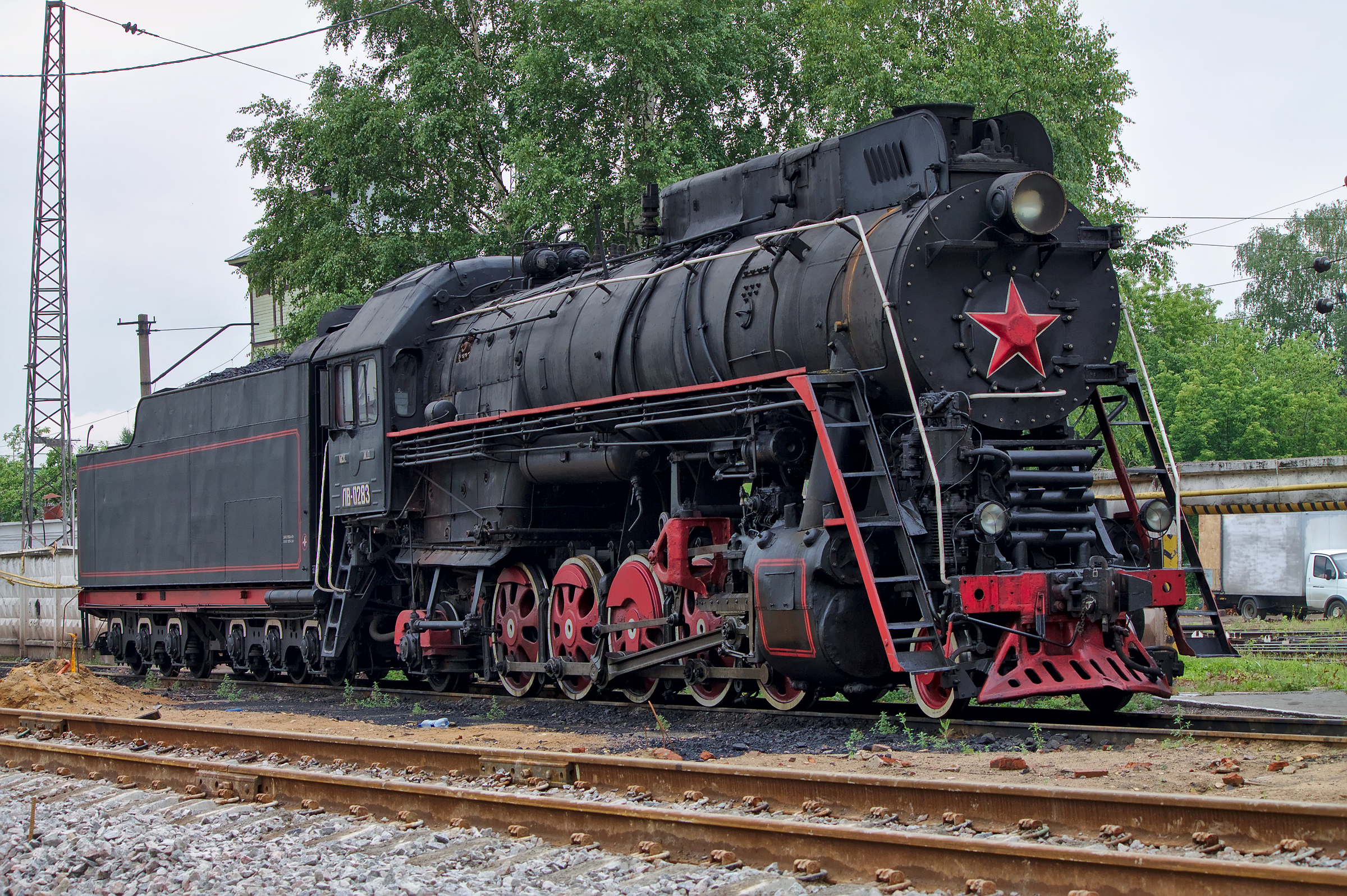
Dampflokomotive ЛB-0283

1949 begann in der Lokomotivfabrik Luhansk die Projektierung der neuen Dampflok. Sie erhielt nach dem Vorbild der Reihe ФД eine zusätzliche Schleppachse. Dazu erhielt sie einen anderen Vorwärmer für das Kesselspeisewasser, was einen größeren Kessel mit sich brachte. Außerdem wurde an einigen Punkten das Fahrwerk verstärkt, um die Zuverlässigkeit der Konstruktion im Betrieb zu erhöhen.
Im Oktober 1951 wurde die Herstellung der ersten Baumusterlokomotive OP 18-01 im Werk beendet. Nach dem Empfang ihrer Papiere begann die Erprobung der Lokomotive. Dabei erzielte sie erstaunliche Werte; es konnten Spitzenleistungen von bis zu 3590 PS erreicht werden, das waren 12 % mehr als bei der SŽD-Baureihe ФД und 14 % mehr als bei der Diesellokomotive ТЭ3. Die Lokomotive konnte 19,8 % mehr Zugkraft entwickeln als die Reihe Baureihe Л. Gleichzeitig wurde bei der Baumusterlokomotive der höchste Wirkungsgrad aller Dampflokomotiven der SŽD gemessen, –9,27 %.
1953 erfolgte die zweite Baumusterlokomotive, die OP 18-02, die gegenüber dem Prototyp einige kleine Änderungen erhielt. Anfang 1954 lieferte das Werk die dritte Baumusterlokomotive aus und im selben Jahr noch die vierte, denen im selben Jahr noch die ersten 6 Vorserienlokomotiven folgten. Mit denen erhielten die Lokomotiven auch ihre neue Bezeichnung ЛB. Ab 1955 wurden in der Lokomotivfabrik Luhansk die Serienloks hergestellt. In diesem Jahr wurden 112 Maschinen, 1956 noch 400 Maschinen hergestellt. Die Serienlokomotiven zeigten gegenüber den Baumusterlokomotiven einige Änderungen, deren wichtigste die fallweise Ausrüstung mit dem sechsachsigen Tender der Reihe Typ п58 war, identisch mit dem der SŽD-Baureihe П36. Dadurch musste der Kuppelkasten für die Verbindung Lok-Tender verstärkt werden, was eine Erhöhung des Lokgewichtes mit sich brachte.
Nach dem ursprünglichen Plan ging man von einer Fertigung von ca. 3000 Dampflokomotiven der Reihe ЛВ aus. Mit der erfolgreichen Einführung der Diesellokomotive der Reihe ТЭ3 wurde jedoch der Beschluss gefasst, keine Dampflokomotiven mehr herzustellen, so dass die 1956 gefertigte ЛB-0522 gleichzeitig die letzte gefertigte Dampflokomotive in der UdSSR war. Die Maschinen besaßen keine durchgehende Nummerierungen, so besaß die vierstellige Ordnungsnummer stellenweise eine zwei an erster Stelle, die letztgefertigte Lokomotive besaß aber die Bezeichnung ЛB-0522.

## Technische Beschreibung
In der Konstruktion der Dampflokomotive ЛВ ist vieles ähnlich der Baureihe Л, nur noch vollendeter und ausgereifter. Die zusätzliche Stützachse erlaubte die Einführung vieler zusätzlicher Elemente, wie z. B. Zugfunk, Indusi und dergleichen. Auch konnten im Kessel noch einige Elemente zur weitern Erhöhung der Wirtschaftlichkeit der Lokomotive eingebaut werden.
Der Rahmen der Lokomotive ist wie bei den Lokomotiven der Reihe ФД und Baureihe Л ein Barrenrahmen mit einer Wandstärke von 140 mm. Viele Elemente des Rahmens waren für eine gesteigerte Haltbarkeit oberflächenbehandelt. Viele Elemente, wie der gegossene Zylinderblock und der Kuppelkasten für die Verbindung der Lokomotive mit dem Tender, stellten die zusätzliche Haltbarkeit des Rahmens sicher. Auch einige seitliche Zwischenbefestigungen sicherten die Haltbarkeit des Rahmens zusätzlich.
Der Kessel der Lokomotive wurde analog dem der Baureihe Л aufgebaut, also analog den Konstruktionsprinzipien nach Sergej Petrowitsch Siromjatnikow, ergänzt mit einigen Verbesserungen, wie einer zusätzlichen Vorwärmung für das Kesselspeisewasser. Der Kessel war geschweißt und bestand aus 4 Schüssen. Gegenüber der Reihe Baureihe Л wurde die Rostfläche um 7 % erhöht, was durch eine Verbreiterung des Rostes erreicht wurde. Die Länge des Rostes war analog der Baureihe Л. Die Verdampfungsfläche des Kessels wurde von 222,3 m² auf 236,9 m² gesteigert, was durch eine Vergrößerung des zylindrischen Teiles erreicht wurde. Auch stieg die Überhitzerfläche von 113,5 m² auf 126,5 m² bei der ersten Baumusterlokomotive bzw. 149,2 m² bei den weiteren Lokomotiven. Die Verbesserung des Prozesses der Verbrennung wurde durch die Verlängerung der Rauchkammer mit erreicht, dadurch vergrößerte sich der Luftzug. Der Rost war als Schüttelrost ausgeführt.
Die Dampfmaschine war ebenso wie bei der Baureihe Л eine Zweizylindermaschine mit dem Zylinderdurchmesser von 650 mm und dem Kolbenhub von 800 mm. Die Dampfzylinder waren aus zwei gegossenen Rohlingen hergestellt, die mit Hilfe eines Bolzens zu einem Block verbunden waren. Außerdem waren sie mit dem oberen Teil des Rahmens verbunden und dienten als Stütze für den Kessel. Die Schieber hatten einen Durchmesser von 330 mm und waren als Trofimoff-Schieber ausgeführt. Die Steuerung war als Bauart Heusinger ausgeführt. Die Radsätze der Lokomotiven waren durchweg als Boxpok-Radsätze ausgelegt. Die dritte Antriebsachse der Lokomotive war die Treibachse der Lokomotive und fest im Rahmen gelagert. Die erste, zweite und fünfte Kuppelachsen hatten eine Seitenverschiebbarkeit von ±40 mm, die vierte Kuppelradachse eine Seitenverschiebbarkeit von ±14 mm. Die Laufachsen waren wie bei der SŽD-Baureihe ФД drehbar nach dem System Bissel gelagert, die Schleppachse war, um den Aschkasten nicht zu behindern, außengelagert. Die vordere hatte einen Ausschlag von ±125 mm, die hintere ±105 mm. Die Federung war nach dem Prinzip der SŽD-Baureihe ФД ausgeführt, die Maschine stützte sich damit in drei Punkten ab. Das Laufwerk der Lokomotive gestattete durch eine pneumatische Einrichtung eine Verlagerung des Gewichtes von der Schlepp- auf die hintere Kuppelachse, und somit eine Steuerung des Reibungsgewichtes.

## Betrieb

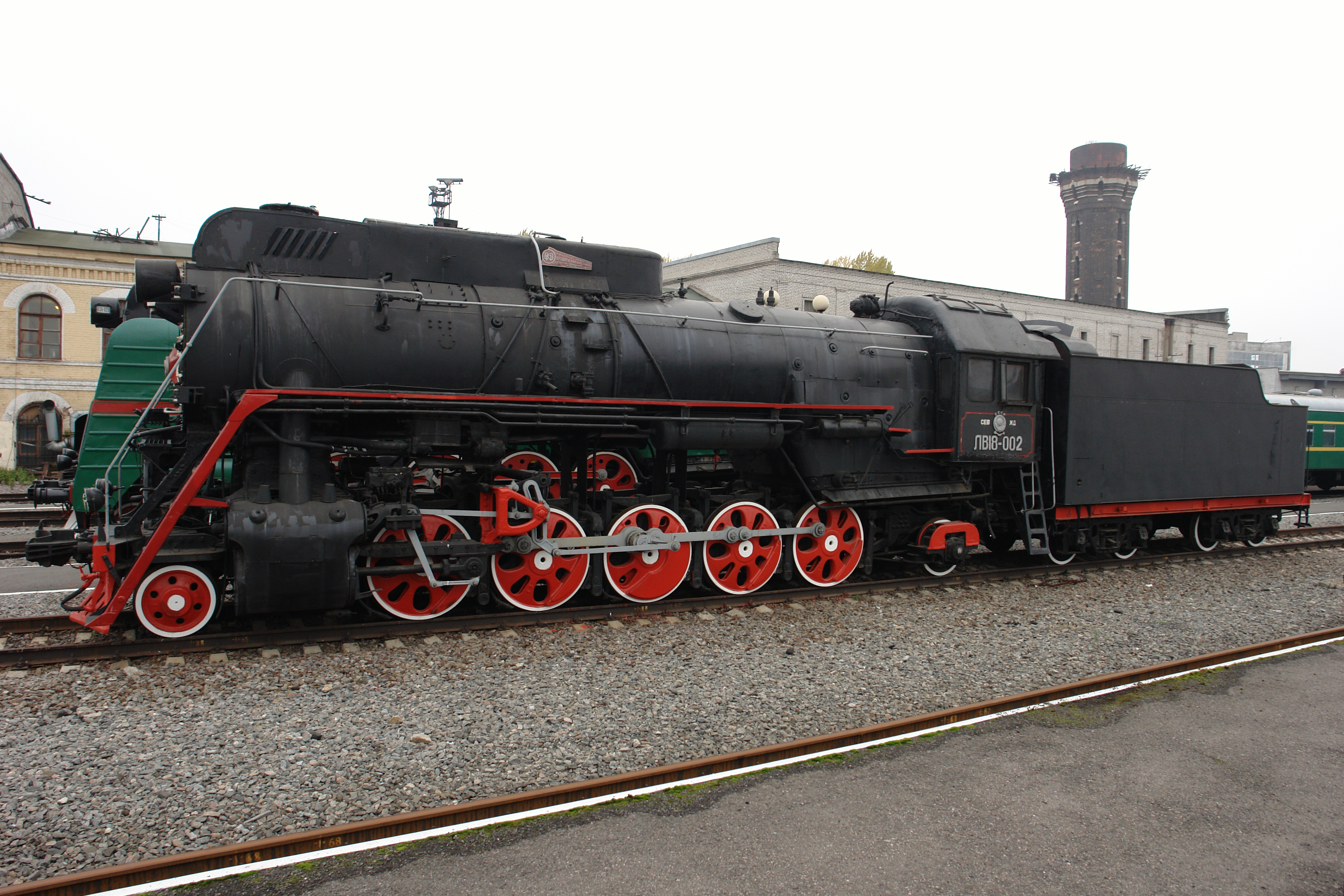
ЛВ-0002 mit vierachsigem Tender

Die erste Baumusterlokomotive wurde von 1953 bis 1954 der Betriebserprobung unterzogen. Dabei war sie auf der Eisenbahn des Gebietes Moskau – Kursk gemeinsam mit einer Dampflokomotive der Reihe ФД eingesetzt. Im Prozess dieser Erprobungen brachte die Lokomotive folgende Ergebnisse: das mittlere Gewicht des Zuges für die Dampflokomotive ЛВ18-001 war um 2 % größer als bei der ФД. Für schwere Züge konnte eine Leistungssteigerung um 8,7 % erreicht werden. Dabei verbrauchte die Lokomotive ЛВ18-001 im Vergleich zur ФД im Durchschnitt 24,9 % weniger Kohle.

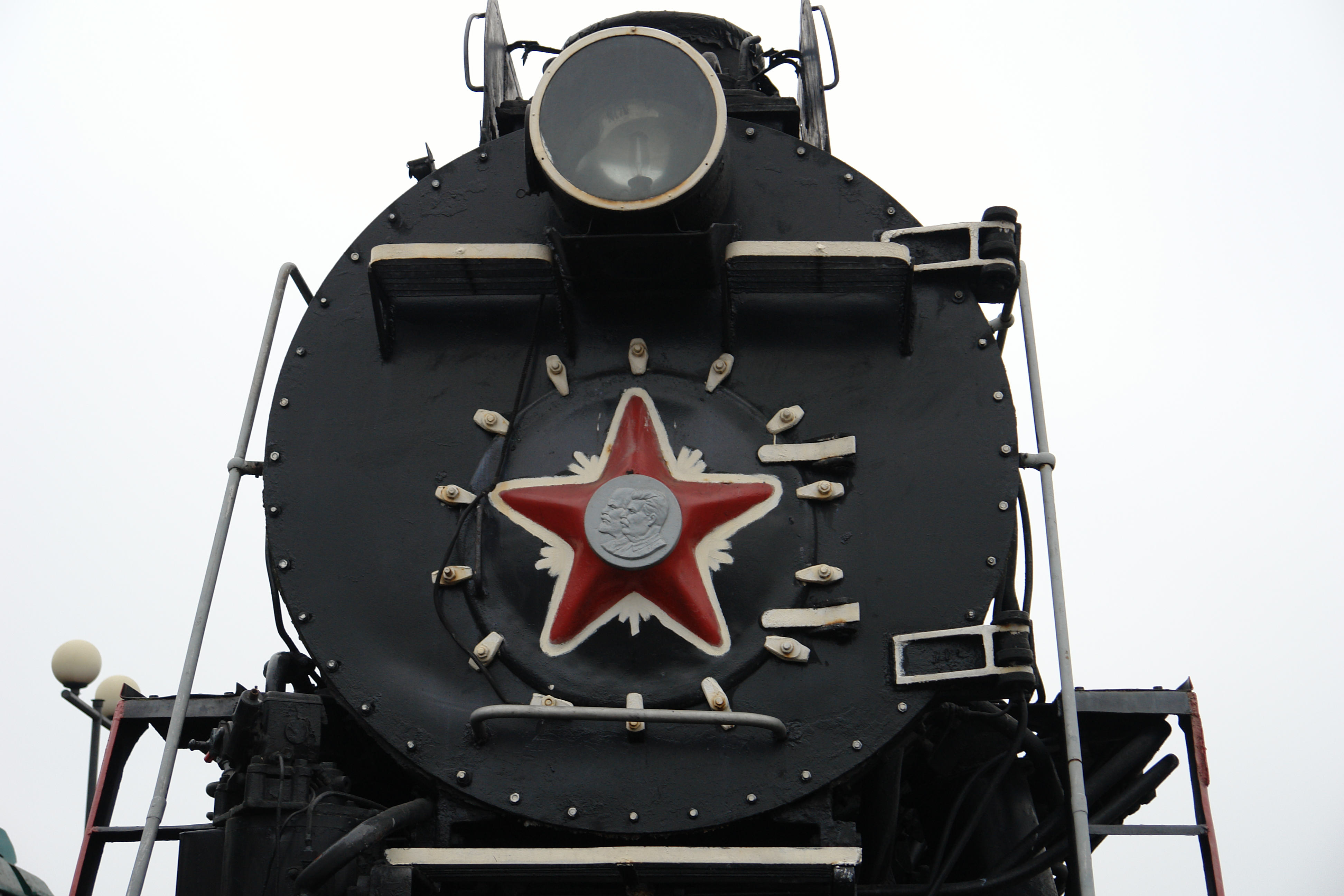
Frontansicht der ЛВ-002 mit dem Bildnis von Lenin und Stalin

Daraus ergab sich das Einsatzgebiet der Lokomotive; die Lokomotive konnte die Leistungen der ФД erbringen auf Strecken, die mit dieser nicht befahrbar waren (durch die Achslast von 18 t). Über den detaillierten Einsatz der Fahrzeuge siehe die Internetseite der Lok.

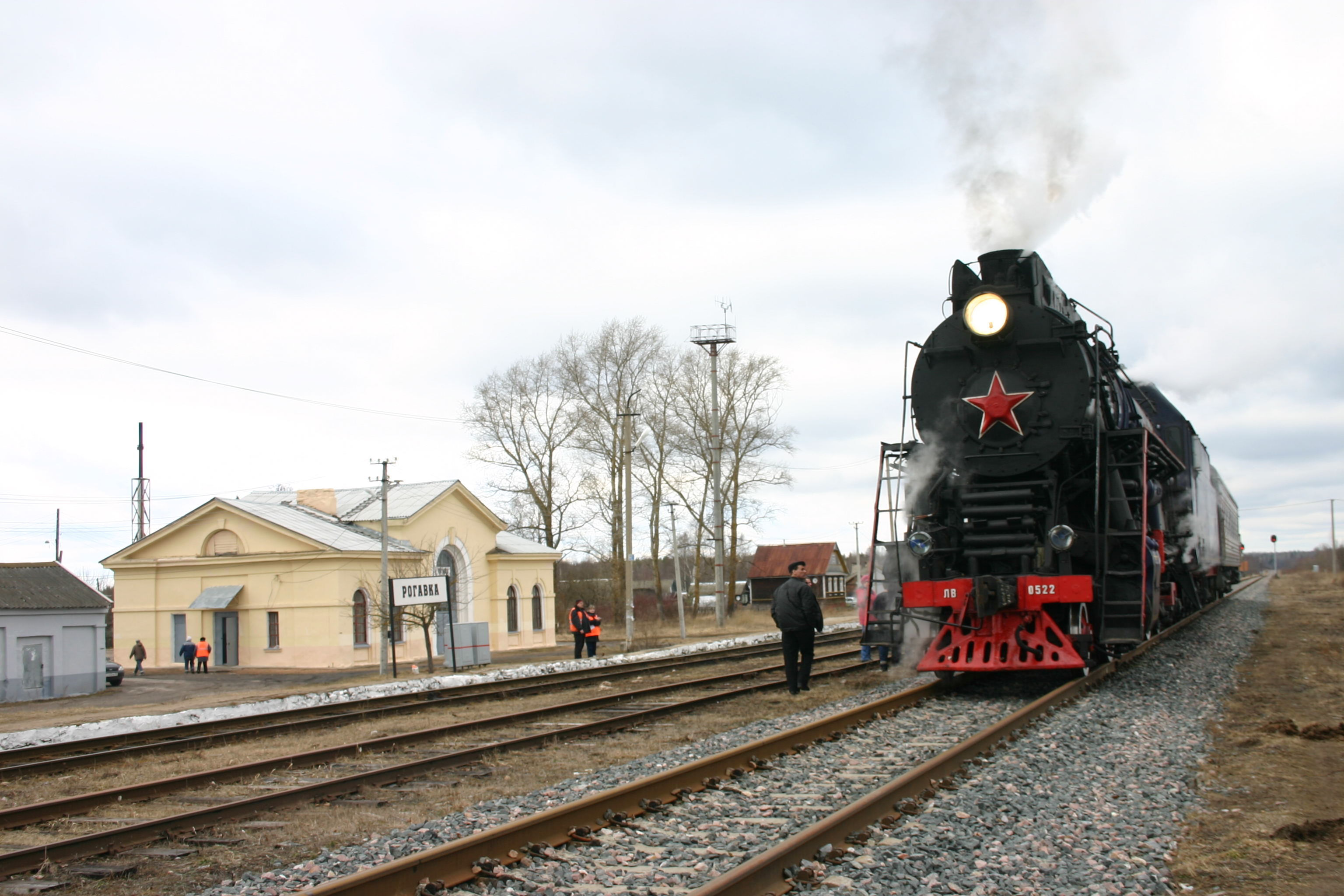
ЛВ-0520 im Bahnhof Rogawka

Bei allen positiven Ergebnissen der Lokomotive gab es auch Schwierigkeiten. Bei den Lokomotiven mit dem sechsachsigen Tender war die Länge der gesamten Lok ca. 28 m (bei der Reihe Baureihe Л betrug sie 23 m), so dass sie nur in Depots gedreht werden konnte, die auch eine Drehscheibe von 30 m Durchmesser besaßen. Das war in der damaligen Zeit nicht vorhanden. Praktisch konnten die Lokomotiven den Strukturwandel nicht verhindern. Schon zu ihrer Bauzeit war die etwas schwächere ТЭ3 im Bau. Außerdem wurde im Jahr der Hauptzug der Transsib elektrifiziert, und das verlagerte das Einsatzgebiet mehr in nordöstliche Richtung. Außer im Güterzugdienst wurden auch viele Lokomotiven im Personenzugdienst eingesetzt, dazu wurden nur Fahrzeuge mit dem vierachsigen Tender verwendet.
Ende der 1960er Jahre wurden die Lokomotiven allmählich in die Reserve überführt. Zum 1. Januar 1976 waren noch 521 Dampfloks landesweit vorhanden, und zwar auf der Nordbahn (168 Lokomotiven), in Kasachstan (209 Lokomotiven), in Swerdlowsk (35 Lokomotiven), im Gebiet des Ural (34 Lokomotiven) und Westsibirien (75 Lokomotiven). Nach Beendigung der Kesselfristen wurden die Lokomotiven dann ausgemustert.

## Weiterentwicklung

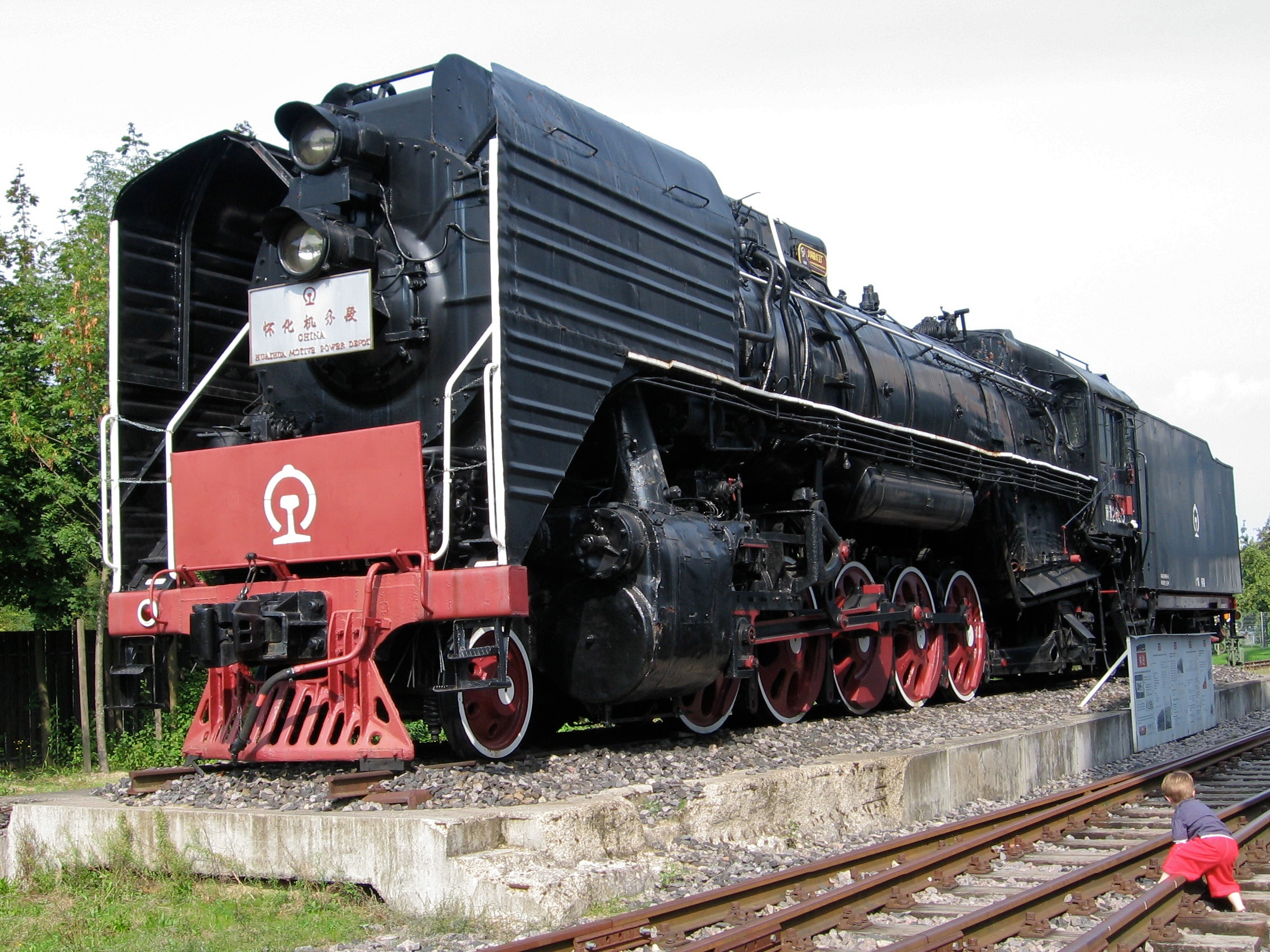
Dampflokomotive QJ

Beim Bau der Lokomotive war von einem Bedarf von 3000 Lokomotiven ausgegangen. Es entstand daher als stärkere Version der ЛВ die Reihe ОР21 mit einer Achslast von 21 t, die als Ersatz für die Lokomotiven der Reihe ФД gedacht war. Durch den Strukturwandel wurden nur drei Exemplare gebaut, sodass der Gesamtbestand der LW eigentlich 525 Lokomotiven umfasste, als 1956 die Herstellung endete.

### CNR-Baureihe QJ
Aber auch nach dem Strukturwandel war noch nicht Schluss mit dem Dampflokomotivbau. Auf Grundlage der ЛВ und ihrer Vorgängerbauart FD entstand 1956 in China die Bauart QJ, von der von 1956 bis 1988 insgesamt 4714 Maschinen gebaut wurden. Die Lokomotiven dieser Reihe waren bis 2006 im Einsatz. Wie die LW waren auch sie mit vier- oder sechsachsigen Tendern gekuppelt sowie mit Boxpok-Rädern und Stokerfeuerung ausgerüstet. Die QJ war eine neue Version der ФД 21 und der OP21. Im Grunde wurde in China der Bau der OP21 fortgesetzt. Ein technischer Unterschied zu ihren russischen Vorfahren war allerdings die Ausrüstung für Linksverkehr. Die FD und die LW dagegen waren alle für Rechtsverkehr ausgerüstet.

## Verbleib
Auch von dieser Lokomotive blieben viele Lokomotiven erhalten; sechs Fahrzeuge befinden sich betriebsfähig zum Betrieb von Sonderzügen; zwei Fahrzeuge sind konserviert abgestellt, elf Lokomotiven befinden sich in Museen und eine als Denkmal. Selbst vier Fahrzeuge sollen noch als Torso vorhanden sein.